# Tola (postać biblijna)
Tola (hebr. תּוֹלָע) – postać biblijna, syn Puy, sędzia starożytnego Izraela. Wywodził się z pokolenia Issachara. Mieszkał w miejscowości o nazwie w Szamir, na górze Efraima, tam został również pochowany. Jako sędzia panował przez 23 lata.